# Moray (Incaruïne)
Moray (Quechua: Muray) is een archeologische site in Peru, ongeveer 50 km ten noordwesten van Cuzco op een hoog plateau van ca. 3500 m net ten westen van het dorp Maras. De site bestaat uit ongewone Inca-ruïnes, veelal verschillende concentrische terrassen, waarvan de grootste ongeveer 30 m diep is. Zoals veel andere Incasites heeft het een irrigatiesysteem. 
Het doel van deze diepten is onzeker, maar hun diepte, ontwerp en oriëntatie ten opzichte van wind en zon creëert een temperatuurverschil tussen de top en de bodem (een microklimaat). Mogelijk zijn de terrassen, na mijnbouw, door de Inca's gebruikt om de gevolgen te bestuderen van verschillende klimatologische omstandigheden op groenten.